# Achlya
Achlya Nees – rodzaj organizmów grzybopodobnych zaliczanych do lęgniowców.

## Charakterystyka
Do rodzaju Achlya należy ponad 80 szeroko rozprzestrzenionych gatunków grzybów wodnych. Większość to gatunki koprofilne zasiedlające odchody zwierząt wodnych, niektóre to grzyby pasożytnicze ryb i ikry. Wywołują u nich chorobę o nazwie saprolegnioza (pleśniawka). Kilka gatunków jest pasożytami ryżu.
Zsekwencjonowano genom Achlya hypogyna i jest dostępny w publicznych bazach danych online, na przykład na stronie internetowej NCBI (National Center for Biotechnology Information).

## Systematyka i nazewnictwo
Pozycja w klasyfikacji według Index FungorumSaprolegniaceae, Saprolegniales, Saprolegniidae, Peronosporea, Incertae sedis, Oomycota, Chromista.
SynonimyAplanes de Bary1888, Hydronema Carus ex Rchb. 1828, Pringsheimina Kuntze, 1891:
Gatunki występujące w Polsce
- Achlya americana Humphrey 1893
- Achlya colorata Pringsh. 1882
- Achlya conspicua Coker 1923
- Achlya debaryana Humphrey 1893
- Achlya flagellata Coker 1923
- Achlya glomerata Coker 1912
- Achlya hypogyna Coker & Pemberton 1908[7]
- Achlya oblongata de Bary 1888
- Achlya papillosa Humphrey 1893
- Achlya prolifera Nees 1823
- Achlya racemosa Hildebr. 1867

Wykaz gatunków polskich według W. Mułenko i in..